# Tadeusz Andrzejewski

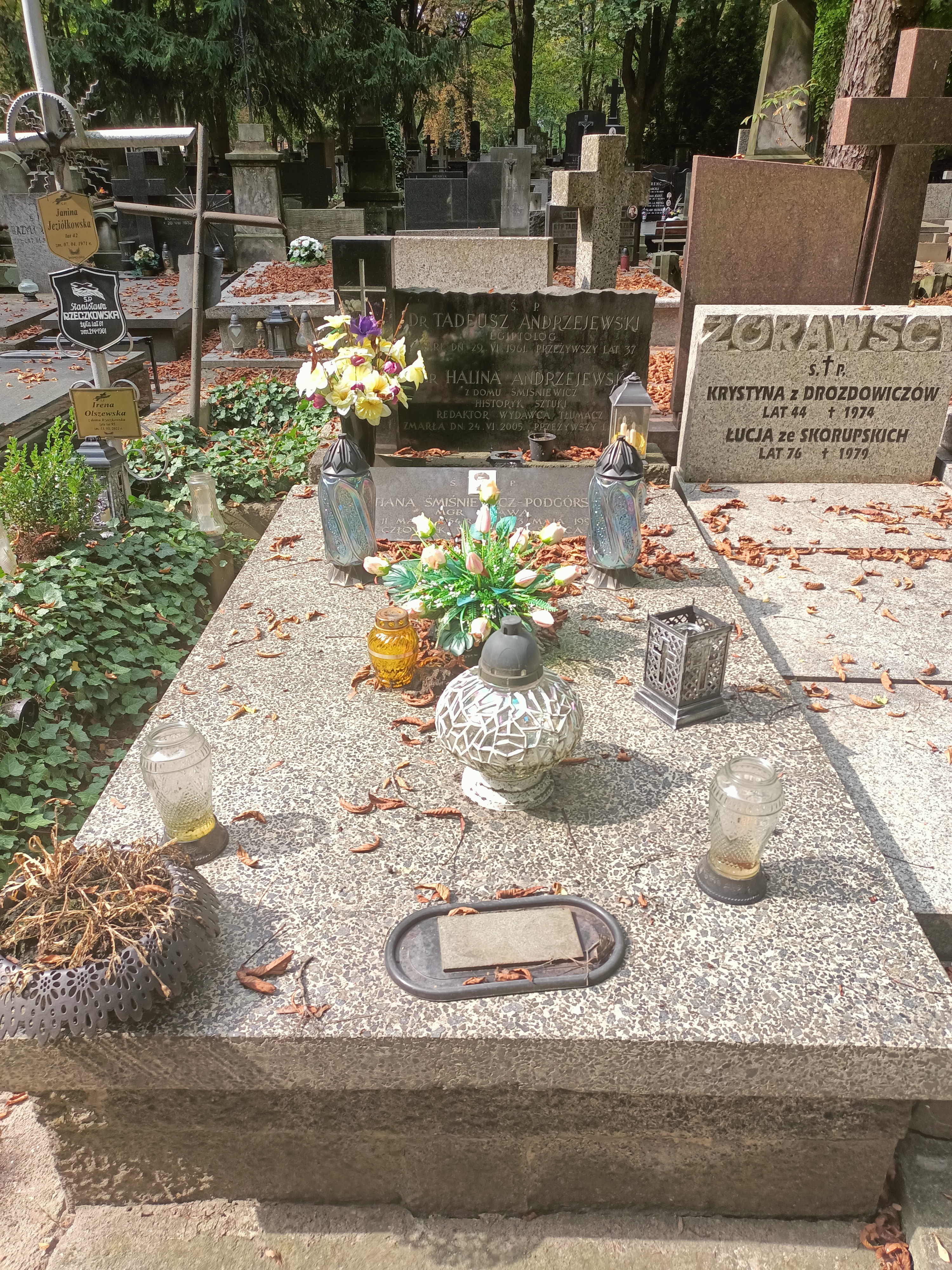
Grób egiptologa Tadeusza Andrzejewskego na Cmentarzu Powązkowskim

Tadeusz Andrzejewski (ur. 11 grudnia 1923 w Łodzi, zm. 28 czerwca 1961 w Warszawie) – polski egiptolog i archeolog.

## Życiorys
Absolwent egiptologii Uniwersytetu Warszawskiego. W 1949 podjął pracę w Dziale Sztuki Starożytnej Muzeum Narodowego w Warszawie. Od 1951 pracował na Uniwersytecie Warszawskim w Zakładzie Egiptologii. Magisterium uzyskał na podstawie pracy nt. Księgi Umarłych piastunki Kai. Doktoryzował się w 1960 roku opracowaniem Le papyrus mythologique de Te-hem-en-Mout. Następnie dokształcał się na specjalistycznych studiach w zakresie demotyki w Pradze i Kopenhadze. W 1961 został docentem.
W 1956 asystował Kazimierzowi Michałowskiemu podczas prac wykopaliskowych w Mirmeki na Krymie, a podczas kampanii 1957 i 1958 pełnił funkcję zastępcy kierownika wykopalisk w egipskim Tell Atrib.
W okresie 1958–1959 prowadził prace badawcze w delcie Nilu, dokonując tam wielu niezależnych badań i pomiarów stanowisk archeologicznych. W 1958 brał udział w wyprawie do Nubii. Egipska Służba Starożytności (Service des Antiquités) zleciła mu również naukowe opracowanie tekstów z grobu Ramzesa III w tebańskiej Dolinie Królów; dzieło to, niemal ukończone przed śmiercią, kontynuował jego uczeń Marek Marciniak. W roku 1960 brał udział w badaniach epigraficznych świątyni Hatszepsut w Deir el-Bahari i stworzył dokumentację dotyczącą stanowiska archeologicznego Faras.
Zmarł śmiercią samobójczą 28 czerwca 1961 w Warszawie. Pochowany na cmentarzu Powązkowskim (kwatera 265-3-9).

## Najważniejsze publikacje
- Księga Umarłych piastunki Kai: papirus ze zbiorów Muzeum Narodowego w Warszawie nr 21884. Warszawa: Muzeum Narodowe, 1951
- Księga Umarłych kapłana pisarza Neferhotep. Papirus ze zbiorów Muzeum Czartoryskich w Krakowie. Kraków: Muzeum Narodowe, 1951
- Starożytny Egipt. Warszawa: Czytelnik, 1952
- Le papirus mythologique de Te-hem-en-Mout. Warszawa-La Haye-Paris: PWN - Mouton, 1959
- Opowiadania egipskie [przekład]. Warszawa: PWN, 1958
- Katalog rękopisów egipskich, koptyjskich i etiopskich [współautorstwo]. Warszawa: PWN, 1960
- Pieśni rozweselające serce [przekład]. Warszawa: PWN, 1963
- Dusze boga Re. Wśród egipskich świętych ksiąg. Warszawa: PWN, 1967